# Ahrar-Partei (Ägypten)
Die Liberale Partei oder Ahrar-Partei (arabisch حزب الأحرار, DMG Hizb al-Aḥrār; Langform Ägyptische Partei der sozialistischen Liberalen, arabisch حزب الأحرار الاشتراكيين المصري, DMG Hizb al-aḥrār al-ištirākiyīn al-miṣrī) war eine ägyptische Partei. Sie vertrat im Allgemeinen eine liberal-konservative politische Linie.

## Geschichte
Die Ahrar-Partei entwickelte sich im Rahmen der Umentscheidung von 1974, die Arabische Sozialistische Union in drei politische Plattformen aufzuteilen, aus dem rechten Flügel, der „Organisation der Sozialistischen Liberalen“. Sie wurde 1976 als Partei gegründet. Es vertrat unter der Leitung von Mustafa Kamel Murad die politischen Tendenzen der Bewegung der Freien Offiziere aus dem Jahre 1952.
Bei der Parlamentswahl 1987 nahm die Ahrar-Partei an der von den Muslimbrüdern geführten „Islamischen Allianz“ teil, die insgesamt 60 Sitze errang, von denen jedoch die meisten an die Muslimbruderschaft gingen. Zuletzt gewann die Partei bei der Parlamentswahl 2000 eine von 444 Sitzen in der Volksversammlung. Allerdings verfehlte es die Partei bei der nächsten Parlamentswahl 2005, überhaupt Sitze zu gewinnen. Auch bei der Wahl 2011/2012, als die Partei als Teil der Demokratischen Allianz antrat, verfehlte die Partei den Wiedereinzug ins Parlament.